# Kimi ga Yo
Kimi ga Yo je japanska nacionalna himna. Prijevod s japanskog bi glasio Neka tvoja vladavina traje zauvijek. Jedna je od najkraćih svjetskih himni. Kimi ga Yo je dugo bila de facto japanska himna ali je tek 1999. godine odlukom japanskog parlamenta proglašena službenom himnom u istom aktu u kojem je proglašena i službena japanska zastava. Neki smatraju Kimi ga Yo i današnju japansku zastavu simbolom japanskog militarizma i imperijalizma jer su korištene prije i za vrijeme Drugog svjetskog rata.

## Riječi
Kimi ga Yo wa
Chiyo ni Yachiyo ni
Sazare-Ishi no
Iwao to Nari-te
Koke no Musu made

## Prijevod
Neka vladavina mog Gospodara,
traje tisuću,
osam tisuća generacija,
Dok šljunak ne preraste u kamenje
Pokriveno mahovinom.